# Goździeńczyk pomarszczony

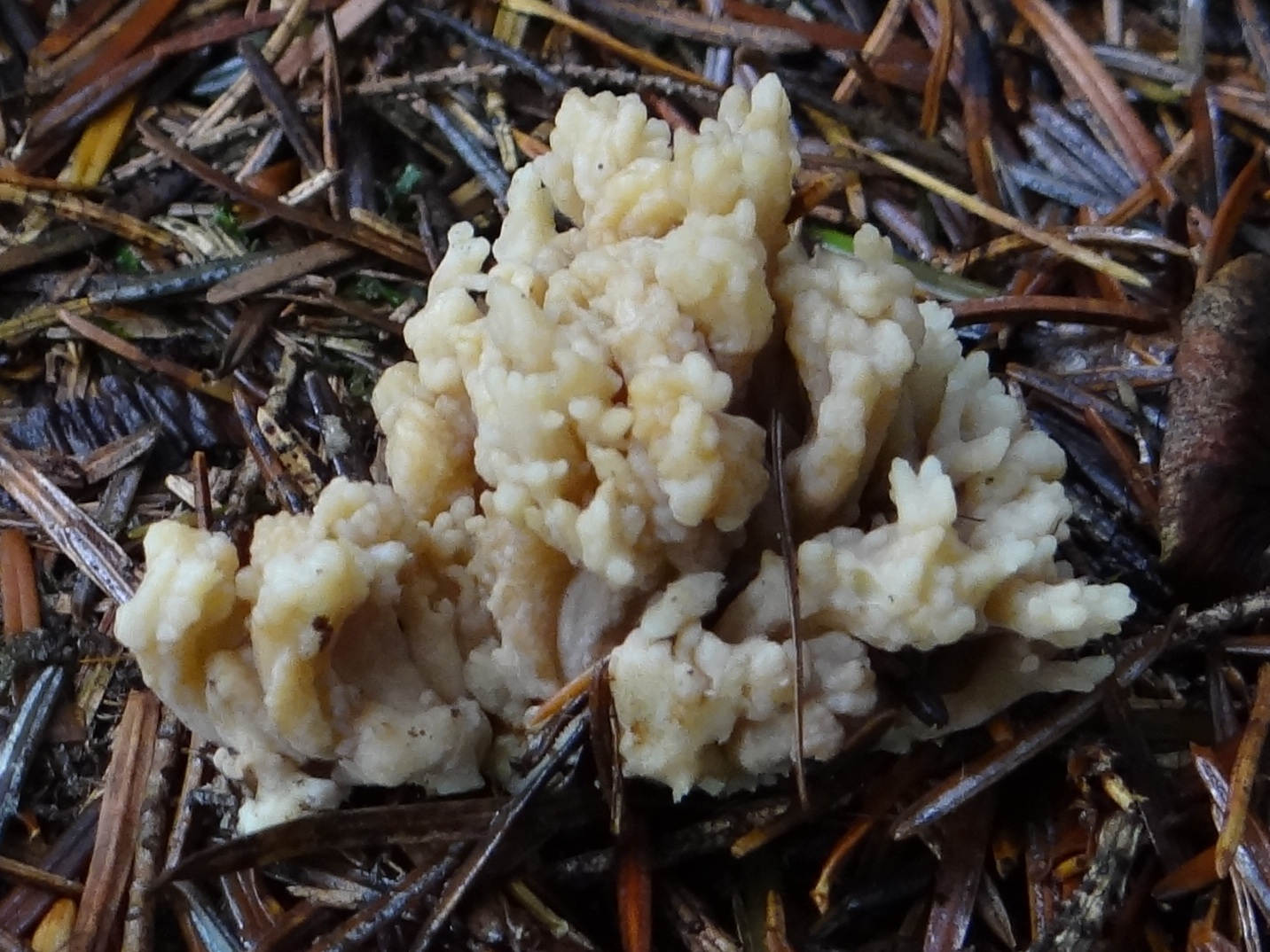

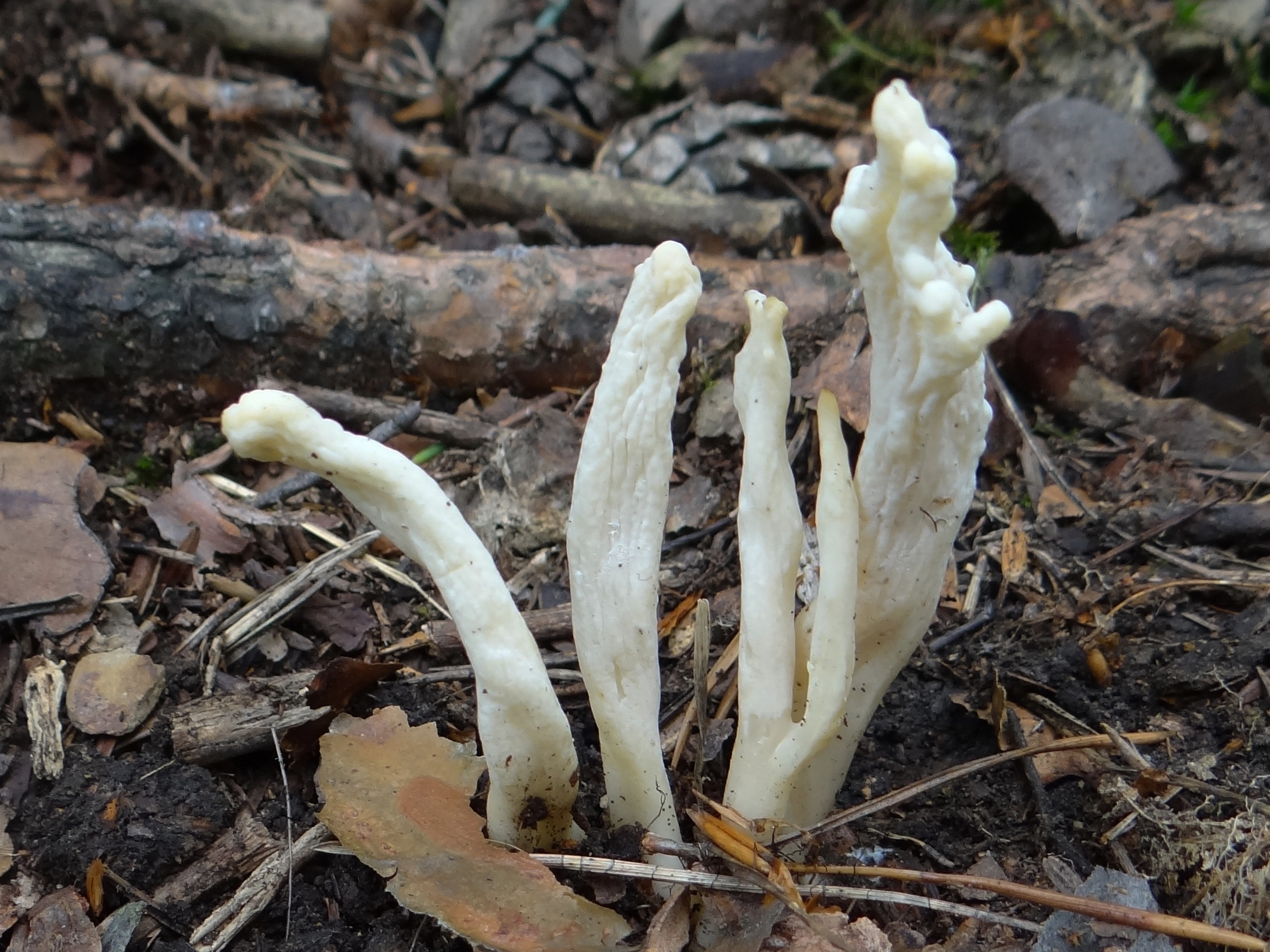

Goździeńczyk pomarszczony (Clavulina rugosa (Bull.) J. Schröt.) – gatunek grzybów z rodziny Kolczakowatych (Hydnaceae).

## Systematyka i nazewnictwo
Pozycja w klasyfikacji według Index Fungorum: Clavulina, Clavulinaceae, Cantharellales, Incertae sedis, Agaricomycetes, Agaricomycotina, Basidiomycota, Fungi.
Po raz pierwszy takson ten zdiagnozował w 1790 r. Jean Baptiste François Bulliard nadając mu nazwę Clavaria rugosa. Obecną, uznaną przez Index Fungorum nazwę nadał mu w 1888 r. Joseph Schröter, przenosząc go do rodzaju Clavulina.
Synonimów naukowych ma ok. 30. Niektóre z nich:

- Clavaria canaliculata Fr. 1818
- Clavaria grossa Pers. 1797
- Clavaria herveyi Peck 1893
- Clavaria macrospora Britzelm. 1887
- Clavaria rugosa Bull. 1790
- Clavaria rugosa var. alcyonaria Corner
- Clavaria rugosa var. fuliginea Fr. 1874
- Clavicorona rugosa (Bull.) Corner 1970
- Clavulina herveyi (Peck) R.H. Petersen 1967
- Clavulina rugosa var. alcyonaria Corner 1950
- Clavulina rugosa var. canaliculata (Fr.) Corner 1950
- Clavulina rugosa var. fuliginea (Fr.) Gillet 1874
- Clavulina rugosa var. macrospora (Britzelm.) Corner 1950
- Ramaria rugosa (Bull.) Gray 1821

Nazwę polską nadali Barbara Gumińska i Władysław Wojewoda w 1968 r.

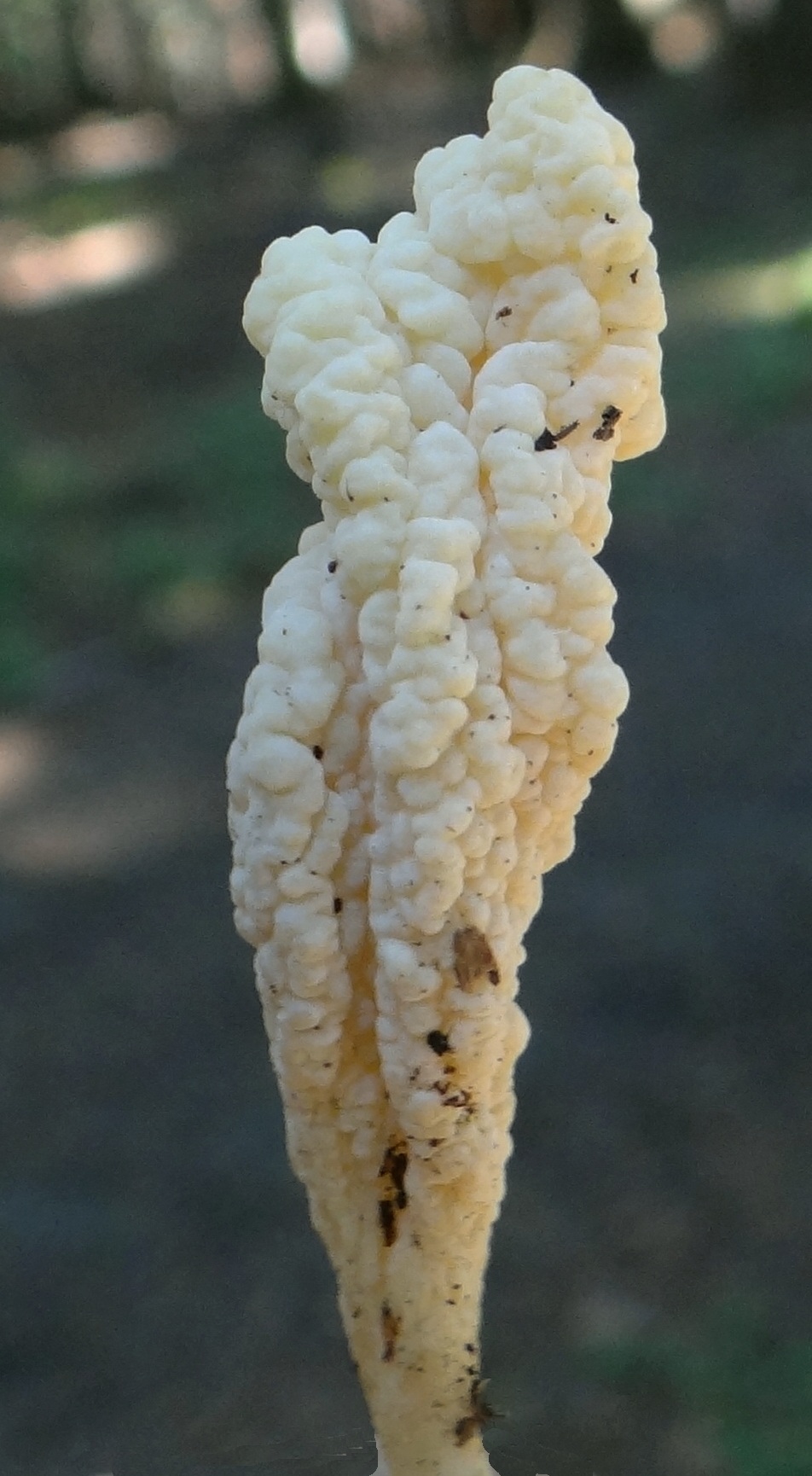

## Morfologia
Owocnik
Wysokość 4–9 cm, grubość 0,5–1 cm. Początkowo jest pałkowaty, nieco skręcony, pomarszczony i podłużnie bruzdkowany. Zazwyczaj wyrasta gromadnie po kilka owocników stłoczonych blisko siebie. Później dzielą się one widlasto na kilka gałązek zakończonych obłymi i tępymi wierzchołkami, czasem z zębami. Kolor owocników od białawego poprzez brudnobiały, ochrowy do siwawego, czasami u młodych okazów występuje fioletowy nalot. Owocniki charakteryzują się dużą zmiennością kształtów i barwy.
Miąższ
Białawy, miękki, sprężysty, kruchy. Smak i zapach słaby.
Zarodniki
Jajowatokuliste lub prawie kuliste, gładkie, bezbarwne, o rozmiarach 9–14 × 7–12 μm.
Gatunki podobne
- goździeńczyk popielaty (Clavulina cinerea); jest bardziej (wielokrotnie) rozgałęziony i ma dymno-fioletowy kolor,
- chropiatka cuchnąca (Thelephora palmata); ma brązowe, krzaczasto rozgałęzione owocniki o białych końcach i nieprzyjemnie pachnie[4].

## Występowanie
Jest szeroko rozprzestrzeniony w Ameryce Północnej i Środkowej oraz w Europie, występuje ponadto w Japonii i na Nowej Zelandii. W Polsce jest średnio pospolity.
Saprotrof. Rośnie na ziemi w różnego typu lasach, zarówno na niżu, jak i w górach, zazwyczaj w małych grupach. Owocniki pojawiają się od lata do jesieni.

## Znaczenie
Grzyb jadalny, jednak ze względu na niewielkie rozmiary, mierny smak i rzadkość nie ma większej wartości. Jadany jest np. w Meksyku.